# بريان جي هوتون
بريان جي هوتون (بالإنجليزية: Brian G. Hutton)‏ مواليد 1 يناير 1935 في نيويورك - الوفاة 19 أغسطس 2014 في لوس أنجلوس، هو ممثل ومخرج أمريكي بدأ مسيرته الفنية سنة 1954. امتدت مسيرته الفنية لأكثر من 60 عاما.

## الأعمال
- المتدربون
- أبطال كيلي
- النزاع المسلح في أو كيه كورال

## روابط خارجية
- بريان جي هوتون على موقع IMDb (الإنجليزية)
- بريان جي هوتون على موقع الموسوعة البريطانية (الإنجليزية)
- بريان جي هوتون على موقع ألو سيني (الفرنسية)
- بريان جي هوتون على موقع ميوزك برينز (الإنجليزية)
- بريان جي هوتون على موقع تيرنر كلاسيك موفيز (الإنجليزية)
- بريان جي هوتون على موقع أول موفي (الإنجليزية)
- بريان جي هوتون على موقع قاعدة بيانات الأفلام السويدية (السويدية)
- بريان جي هوتون على موقع قاعدة بيانات الفيلم (الإنجليزية)
- بريان جي هوتون على موقع كينوبويسك (الروسية)